# 스웨덴 제국
스웨덴 제국(스웨덴어: stormaktstiden→열강의 시대)이란 17세기에서 18세기에 걸쳐 발틱해의 제해권을 장악하여 유럽의 패권국으로 부상했던 시절의 스웨덴 왕국을 가리키는 말이다. 보통 구스타브 2세 아돌프가 즉위한 1611년에 제국이 성립되어, 1721년 대북방 전쟁 종전과 함께 붕괴할 때까지 존재한 국가로 본다.

## 역사

### 부상
스웨덴은 악셀 옥센세르나와 구스타프 2세 아돌프의 지도하에 강력한 유럽 강대국으로 떠올랐다. 러시아와 폴란드-리투아니아 연방에서 획득한 영토와 30년 전쟁에 참전한 결과로 인하여, 스웨덴은 개신교의 선봉장으로 떠오르게 되었다.
30년 전쟁 동안, 스웨덴은 거의 신성로마제국의 제후국들 절반을 점령하였다. 다만 전운은 전쟁 기간 동안 여러 번 바뀌어, 뇌르틀링겐 전투에서 패배한 이후에는 스웨덴이 차지했던 독일 제후국들 사이에서 배신이 만연하여 몇몇 제후국들이 스웨덴의 통치를 거부하고 군대를 동원하여 맞서기도 하였다. 프랑스가 스웨덴 편으로 30년 전쟁에 참전하자, 전운은 또다시 스웨덴 쪽으로 돌아섰다. 전쟁이 진행됨에 따라 민간과 군사적 희생이 잇따랐고, 전쟁이 끝났을 때에는 독일 영토 내에서 엄청난 규모의 피해가 발생했다. 정확한 추정은 존재하지 않지만, 신성로마제국의 인구가 이 전쟁으로 인하여 3분의 1로 줄었을 것이라고 보고 있다.
스웨덴은 이후 아메리카 대륙에 해외 식민지들을 개척하기 시작하였다. 1638년에 델라웨어 강 계곡에 뉴스웨덴이 세워졌고, 나중에 카리브해 연안에 있는 몇몇 섬들에 대한 소유권을 주장하기도 했다. 서아프리카 지역의 해안가에 스웨덴의 요새와 무역소들이 잇따라 지어지기도 하였으나, 정착민들의 이주는 극히 미미하였다.

### 베스트팔렌 조약
30년 전쟁의 종전과 함께 1648년 체결된 베스트팔렌 조약은 스웨덴이 전리품으로 여러 영토들에 대한 권리를 부여하였다. 스웨덴은 실레시아와 포메라니아를 요구했으며, 2,000만 리크스달라(스웨덴의 은화)를 배상금으로 요구했다.
이후 얻어낸 독일 내 영토로 인하여 스웨덴 제국은 신성로마제국의 내정에 긴밀히 간섭하기 시작하였으며, 황제의 선출권도 가지게 되었다. 스웨덴과 프랑스는 게다가 신성로마제국의 황제들의 후견인으로 떠올랐으며, 거의 국정을 좌지우지하는 지경에 이르렀다. 이 조약으로 인해 스웨덴은 러시아와 스페인 제국 다음으로 유럽의 영토를 3번째로 많이 차지한 나라가 되었다. 스웨덴은 로스킬레 조약을 맺은 1658년인 칼 10세 구스타브의 통치기에 최대 강역을 자랑하게 되었다.
스웨덴은 18년에 걸친 전쟁 끝에 독일 북부에 베저강, 오데르강, 엘베강 등 3개의 주요 강들의 해상 통제권을 장악했고, 이 강 위로 오가는 무역선들에 세금을 걷을 권리를 가졌다. 이로 인하여 세원이 그나마 풍족해진 스웨덴은 유럽 내 신교의 주요 지도자로 떠올랐으나, 당시 스웨덴의 열악한 경제환경과 적은 인구는 제국의 지위에 걸맞지 못한 상황이었다. 하지만 17세기에 프랑스가 스웨덴의 편을 들어 강력한 동맹으로 떠오르자, 이 상황이 조금씩 바뀌어 호전되고 있었다.
스웨덴은 당시 유럽에 일시적인 지속권을 쥐고 있었다. 이 상황을 잘만 활용하면 발트해 전체를 아우르는 권력을 장악할 수도 있었으나, 조금만 실수해도 다시 변방의 소국으로 추락할 수도 있었던 것이다. 하지만 구스타프 2세 아돌프의 후계자였던 크리스티나 여왕은 실정을 연발하며 제국 전체에 혼란을 초래했다. 크리스티나 여왕은 지나친 재정 지출로 스웨덴을 파산 위기로 몰고 들어갔고, 귀족 세력에 너무 많은 힘을 실어줘 그녀가 퇴위할 때까지 사람들은 정부에 불만을 가지고 사회는 뒤숭숭한 분위기였다. 스웨덴 국민들은 기껏 얻어낸 자유가 다시 제국의 권위적이고 무력적인 강압에 의하여 뺏길까 두려워 했고, 귀족 세력을 어느 정도 억제해주는 왕이 옹립되기를 원했다.
크리스티나 여왕은 가톨릭으로 개종함으로써 개신교 국가였던 스웨덴의 왕위 계승 자격을 박탈당했고, 이로서 바사 왕조가 끝났다. 크리스티나 여왕의 뒤를 이어 왕위에 오른 비텔스바흐 왕가의 칼 10세 구스타프는 군인 출신으로 많은 군사적 승리들을 이끌어낸 훌륭한 장군이었다. 게다가 그는 귀족 세력과 민중 세력 간의 강력한 조정자였고, 매우 뛰어난 정치 감각을 가지고 있었다. 그는 군사력에 큰 중점을 두었으며, 동시에 강력한 국력 신장을 위해서는 국민들을 통합시켜야 한다는 것도 이해하고 있었다. 그는 뛰어난 정책들을 펼쳐 귀족들의 힘을 억제했으며, 이들을 굴복시켜 스웨덴 사회를 안정시키는 데에 성공했다.
칼 10세는 크리스티나 여왕이 초래한 경제난을 극복하는 데에 최선을 다했다. 다만 그의 군사적 열망은 이 경제난을 악화시키는 데 일조했다. 그는 스웨덴이 폴란드-리투아니아 연방을 공격하도록 했는데, 이 전쟁의 기본 목적은 스웨덴의 국익보다 칼 10세의 개인적인 권력욕과 더 상관이 깊었다. 폴란드-스웨덴 전쟁은 유럽 전체가 연관된 국제전으로 발전했고, 결국 칼 10세는 이 전쟁에서 승리를 연달아 거두며 스웨덴을 발트해의 강국으로 끌어올리는 데에 성공했다. 다만 칼 10세는 전쟁 도중 얼마 되지 않아 피로와 폐렴으로 사망했다. 칼 10세가 죽은 직후, 왕위는 그의 유일한 후계자였던 4살의 칼 11세에게 넘어갔다. 이후 여러 국가들과 동시에 전쟁을 지속할 여력이 없던 스웨덴 섭정위원회는 러시아 차르국, 폴란드-리투아니아 연방, 브란덴부르크 변경백국, 덴마크-노르웨이와 종전 협정을 맺었다.

### 올리바 조약
1660년 5월 3일, 프랑스의 중재로 맺어진 올리바 조약은 폴란드와의 오래된 적대 관계를 청산했다. 이 조약으로 인해 스웨덴과 신성로마제국 황제, 브란덴부르크 변경백과의 관계도 크게 호전되었다. 이 조약은 스웨덴의 리보니아 통치권을 인정했고, 브란덴부르크 변경백이 프러시아의 점유권을 가지는 것을 인정하였다. 폴란드-리투아니아 연방의 왕은 스웨덴 왕위에 대한 요구를 중단하였다. 이 조약의 체결은 덴마크-노르웨이도 스웨덴과의 관계 개선을 모색하게 하는 계기가 되었다. 이로 인해 1660년 5월 27일 코펜하겐 조약이 맺어졌다. 이 조약에는 스웨덴이 로스킬레 조약으로 얻어낸 스칸디나비아 반도의 몇몇 영토들의 소유권을 완전히 인정한다는 내용과, 그 조건으로 덴마크-노르웨이에 보른홀름과 트뢰넬라그를 완전히 넘겨준다는 내용이 담겨있었다. 1656년 발발한 러시아-스웨덴 전쟁은 스웨덴의 승리로 끝났다. 이후 체결된 카디스 조약에서는 러시아 차르국이 잉그리아, 에스토니아, 프리오제르스크 등의 발트해 연안 지방들을 완전히 스웨덴에 넘겨준다는 내용이 담겨 있었다. 

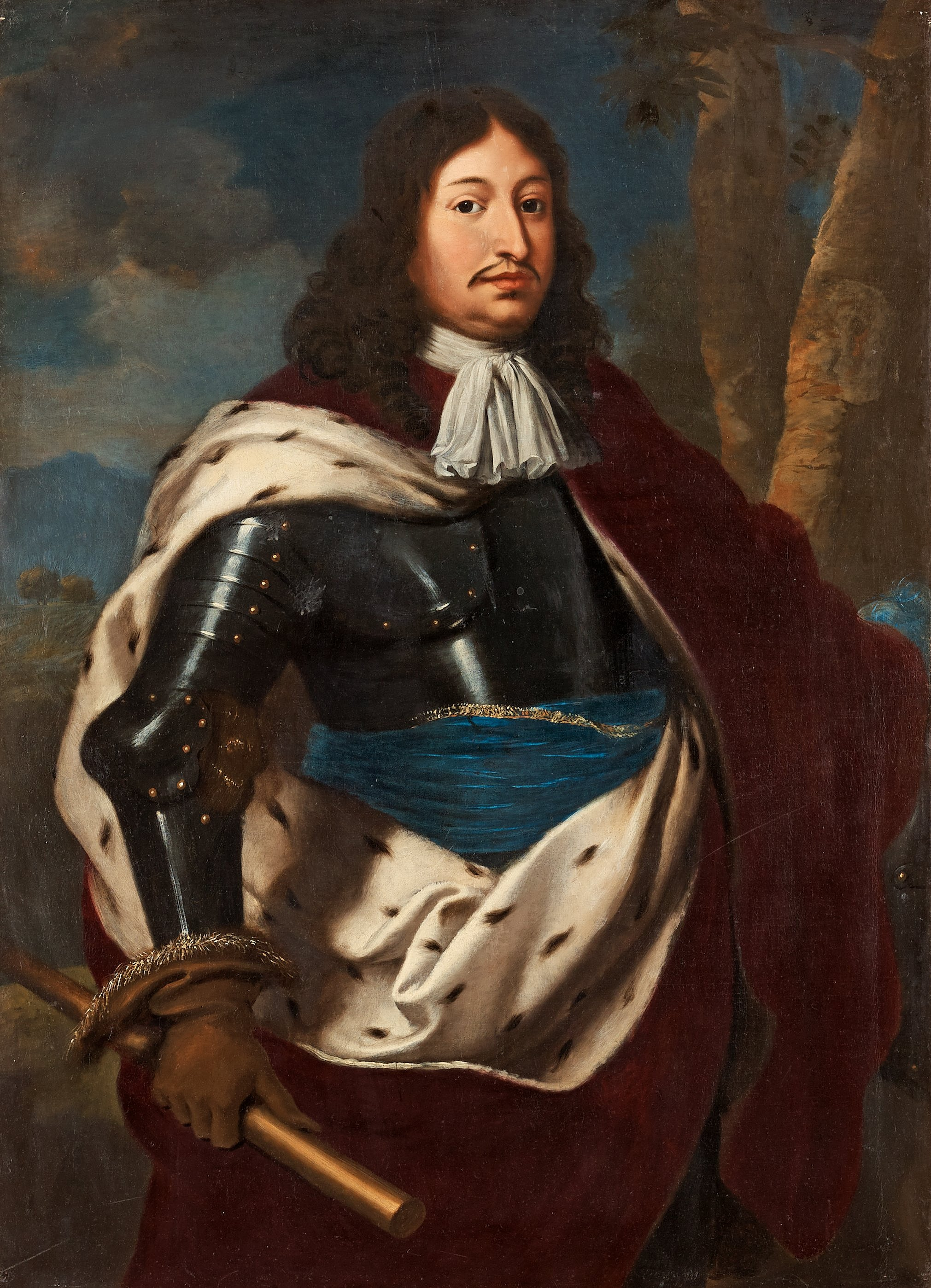
칼 10세 구스타브

이 시기에 스웨덴은 군사력뿐만 아니라 영토 기준으로 해도 유럽에서 손꼽히는 강대국으로 떠올랐다. 당시 스웨덴 제국의 영토는 현재 스웨덴 면적의 2배가 넘었다. 발트해에 흩뿌려져 있는 대부분의 도시들은 일부 덴마크 섬들을 제외하고 스웨덴에게 속했다. 상당 부분의 독일 영토가 스웨덴에게 속했으며, 라도가 호수의 3분의 2를 점유했으며 페이푸스 호수의 절반을 차지했다. 제국의 수도였던 스톡홀름은 스웨덴의 최고 도시로 급성장했고, 제2의 도시는 리가였다. 하지만 스웨덴 제국의 총인구는 현재 스웨덴의 4분의 1정도인 250만 명 정도에 그치며 극히 희박한 인구 밀도를 지니고 있었다. 스웨덴의 급격한 팽창은 인근 국가들의 혼란과 내전으로 인한 것이었으며, 인근 국가들이 점차 안정을 되찾고 회복하기 시작하자 빼앗긴 옛 영토를 되찾기 위해 기회를 노리기 시작했다.
스웨덴은 강대국으로 성공하며 정치적 영향력을 키워나갔으나, 도덕적인 명예는 갈수록 실추되었다. 1655년 칼 10세가 즉위한 직후의 상황에서 스웨덴의 이웃 국가들은 충분히 동맹국의 관계로 발전할 가능성이 있었다. 하지만 종교와 영토 문제로 인하여 스웨덴과의 관계는 갈수록 악화되었다. 칼 10세가 죽은 이후, 스웨덴은 끊임없는 침략과 협박을 받았으며, 개신교를 제대로 보호하지 않는다는 이유로 대부분의 인접 국가들에게 질타를 받았다. 칼 10세가 폴란드를 분할함으로써 브란덴부르크 변경백의 호의를 사려는 시도는 무위로 돌아갔고, 오히려 더더욱 강력한 적수를 만들어내는 결과로 끝났다.
1660년, 5년간의 전쟁이 끝난 이후, 스웨덴은 전쟁에서 벗어나 새롭고 광대한 새 영토를 안정시키고 발전시킬 기회를 얻어냈다. 하지만 칼 10세 사후 결성된 섭정위원회는 이 기회를 잡는 데 실패했고, 위원회는 내분과 분열로 얼룩져 국정을 제대로 수행해나가지 못했다. 위원회는 두 파벌로 갈라졌는데, 한 파벌은 마그너스 데 라 가르디가 이끄는 호전적이고 전쟁을 중시하는 파벌이었고, 한 파벌은 요한 길렌스티에르나가 이끄는 경제와 평화를 중시하는 파벌이었다. 이 경쟁에서 호전적인 파벌이 승리를 거두었고, 이는 결국 이웃 국가들에 스웨덴의 악명을 높이는 결과를 불러왔다. 마그너스 데 라 가르디 주도하의 위원회는 느리고 무성의한 일처리로 규탄받았고, 이 때 극심해진 부정부패는 스웨덴이 점차 타국에 종속되는 결과를 낳았다. 스웨덴은 타국의 돈에 의해 제대로 된 결정을 내리지 못했고, 프랑스와 네덜란드 사이에서 갈팡질팡하며 제대로 된 역할을 하지 못했다. 다만 1672년 이래로는 주로 프랑스의 편을 들었다.

### 스코네 전쟁
1674년, 프랑스의 루이 14세는 스웨덴에 브란덴부르크 변경백국을 공격할 것을 요청하였다. 스웨덴은 이 요구에 따라 1675년 5월 변경백국으로 쳐들어갔으나, 페르벨린에서 패하고 스웨덴령 데민으로 후퇴하였다. 페르벨린 전투는 참여 인원이 600명보다도 적은 소규모 전투였으나, 이 전투에서의 패배는 스웨덴을 약하고 무능력해보이게 만들었다. 이로 인해 이웃국가들은 스웨덴을 만만하게 보게 되었고, 결국 이로 인해 스코네 전쟁이 터지게 된다.
이 시기에, 제국에는 점차 금이 가고 있었다. 1675년, 스웨덴령 포메라니아와 브레멘을 브란덴부르크 변경백국, 오스트리아에 뺏겼다. 1677년 12월, 브란덴부르크 변경백은 슈체친을 함락시켰고, 1678년 10월 15일에는 슈트랄준트를 연이어 함락해냈다. 스웨덴의 마지막 서유럽 영토였던 그라이프스발트는 그해 11월 5일에 함락되었다. 폴란드의 얀 3세는 이 정복 사업 이후 스웨덴의 막강한 해상력을 두려워 하여 이후의 공세를 중단하였다. 다만 이후에도 스칸디나비아 반도에서 덴마크와 스웨덴이 지속적으로 전쟁을 벌이고 있었고, 눈이 쌓인 험한 북부의 산맥에서도 소규모 전투들이 끊임없이 벌어졌다. 이같은 전쟁이 한참 동안 지속되자, 스웨덴 제국의 국력은 조금씩 깎여갔고, 결국 이 상황을 보다 못한 프랑스 국왕 루이 14세가 중재를 자청했다. 당시 루이 14세는 스웨덴이 강력한 동맹국으로 남아있어 주기를 바랐고, 더 이상 스웨덴이 소모전에 휩싸여 약화되는 것을 바라지 않았던 것이다. 그러나 당시 스웨덴 왕이었던 칼 11세는 그의 중재를 받아들이지 않았고, 점령당한 자국의 영토를 포기할 수 없다고 밝혔다. 이에 루이 14세는 스웨덴의 동의를 구하지 않고 강제적으로 평화 협정을 관철시켰으며, 이후 네이메헌 조약이 체결되었다. 스웨덴은 이 조약으로 인해 잃어버렸던 독일 내의 영토 상당수를 되찾았을 수 있었으나, 이후 체결된 룬드 협정에서 덴마크에 점령당한 모든 영토들을 공식적으로 할양하며 영토를 잃었다. 결과적으로 보면 스웨덴에 무조건적으로 나쁘게 끝난 전쟁만은 아니었으나, 칼 11세는 그의 허락 없이 마음대로 평화협상을 중재한 루이 14세에 대한 깊은 적개심을 보였고, 이후 프랑스에 대한 깊은 반감을 숨기지 않았다.

### 칼 11세
이후 칼 11세의 통치기는 가히 혁명적이라고 할 수 있을만큼 스웨덴 내부 사정이 급박하게 돌아갔다. 이 시기에 스웨덴은 반-전제군주정으로 바뀌었으며, 전쟁 속에서 최고지도자로 급부상한 왕은 그 권력을 이용하여 스웨덴 국정을 완벽히 장악하고자 했다. 그는 스웨덴의 경제 구조 자체를 재구성해야 할 필요가 있다고 생각했고, 독재 군주에게 힘을 몰아주어야 한다고 여겼다. 칼 11세는 전쟁 속에서 강화된 왕권을 통하여 이런 일들을 처리할 수 있다고 생각했다.
1680년 10월 개회된 스웨덴 의회는 스웨덴 역사의 한 획을 긋는 법안들을 연달아 처리한다. 의회는 귀족들에게 일정 양 이상의 토지를 모두 왕실에게 바치는 형식으로 왕실의 토지를 늘려나가게 할 수 있는 법안을 인준했고, 또한 왕이 그 어떠한 헌법에도 구속받지 않는다고 선언했다. 국왕은 더 이상 그 어떠한 조언자나 귀족들의 도움을 받을 필요도 없었으며, 그저 자신의 뜻에 따라 국정을 운영할 수 있게 되었다. 이전의 귀족회의(Privy Council)는 그 이름을 국가 위원회(Riksrad)에서 왕실 위원회(Kungligt rad)로 바꾸었다. 이에는 더 이상 귀족들이 왕의 조언자나 협력자가 아니라, 완전한 하수인이라는 의미가 담겨 있었다. 1680년 이후의 스웨덴 제국의 정치 체제를 거의 완벽한 전제군주정으로 본다. 스웨덴 국왕은 이 때부터 신하들의 재산을 마음대로 주었다 뺏었다 할 수 있었으며, 자신이 원하는 칙령들을 원할 때면 언제든지 반포하거나 폐기할 수 있었다. 앞서 말한 조치로 인해 왕실의 토지는 크게 늘어났다. 칼 11세는 나라의 모든 영토가 개인들의 사유지가 사실상 아니라고 주장했고, 국경 내의 모든 토지는 근본적으로 왕실의 소유라고 생각했다.
칼 11세는 군대도 개혁하였다. 본디 스웨덴의 군대는 전쟁 발발 시 국가에서 모집된 군인들에게 군장과 필요한 장비들을 나누어주는 구조였는데, 칼 11세는 모든 국민들이 의무적으로 무기를 집에 갖추고 있어야 한다는 칙령을 공포하여 이에 들어가는 비용을 감축하였다. 칼 11세는 스웨덴 해군도 완전히 재건했고, 스톡홀름이 이전 전쟁의 경험을 통하여 더 이상 중앙 해군 기지로 적합하지 않다는 사실에 비추어 칼스크로나에 새로운 왕립 해군 기지를 세웠다. 약 17여년간 이 사업이 진행되었고, 모든 군대 개혁이 끝났다. 칼 11세가 죽을 때 즈음에는 스웨덴은 43척의 3중 군함을 보유하고 있었고, 스웨덴 해군은 11,000여 명의 해군과 함께 2,648정의 총을 보유하고 있었다. 이는 당시 세계에서 가장 강력한 함대들 중 하나였다.

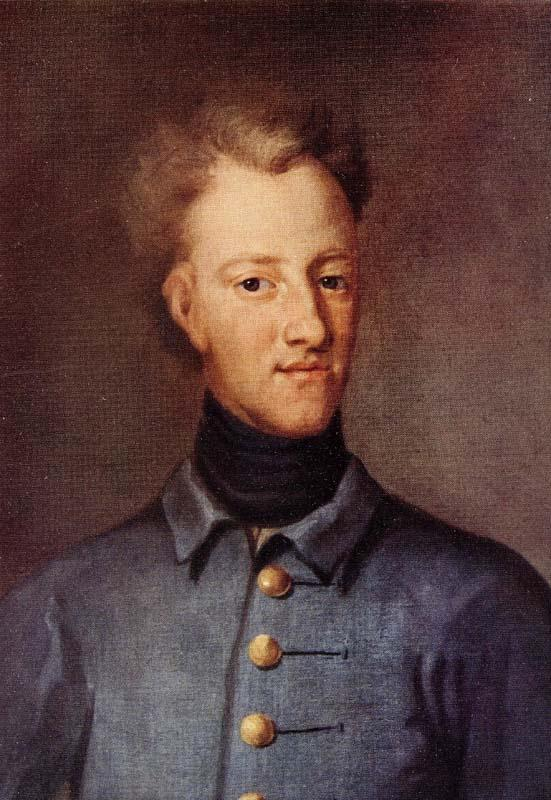
칼 12세

### 칼 12세와 대북방전쟁
칼 11세가 죽은 이후, 스웨덴 왕위는 그의 어린 아들 칼 12세에게 넘어갔다. 짧은 섭정 기간 이후 그는 친정에 걸맞는 나이가 되었고, 곧바로 권력을 승계받았다. 1700년, 예전에 스웨덴에게 상당한 영토를 빼앗겼던 덴마크, 폴란드, 러시아는 연합하여 스웨덴을 치고 영토를 되찾아오기로 하고 전쟁을 선포했다. 이를 대북방전쟁이라고 한다. 덴마크는 얼마 지나지 않아 스웨덴, 영국, 네덜란드 군대의 집중 포화를 맞고 강제로 평화협상에 서명하여야만 했다. 스웨덴 왕과 군대가 덴마크를 치기 위해 발트 해에 머무르고 있던 동안, 러시아와 폴란드군은 몇몇 도시들에 공격을 가했다. 허나 러시아 군대도 곧 나르바 전투에서 스웨덴에게 대패했고, 직후 칼 12세가 군대를 이끌어 폴란드의 왕 아우구스트 2세를 왕위에서 쫓아내는데에 성공했다.
칼 12세가 폴란드에 신경을 쓰는 동안, 러시아는 나르바 전투에서 패한 이후에도 여전히 공세를 지속하였다. 러시아는 발트 해 연안의 스웨덴령 항구들을 확보하였고, 이를 통해 발트 해 내부로 진출을 시도하였다. 한편 아우구스트 2세를 쫓아내고 목적을 달성한 칼 12세는 발트 해의 러시아 군대를 치는 대신 곧바로 러시아의 수도 모스크바로 진격하기로 결정했다. 허나 러시아의 엄혹한 날씨와 물자 공급의 어려움으로 인하여 칼 12세는 결국 우크라이나로 후퇴하여야만 했다. 교착 상태가 지속되던 중, 1709년 폴타바 전투에서 칼 12세가 이끌던 스웨덴 군대가 러시아에게 크게 패했고, 칼 12세는 겨우 도망쳐 스웨덴으로 돌아왔다. 스웨덴이 폴타바에서 크게 패하자, 기회만을 엿보던 폴란드와 덴마크가 전쟁에 재참전하였고, 다른 유럽 나라들도 점차 스웨덴의 영토를 넘보기 시작했다. 얼마 지나지 않아 스웨덴은 엄청난 크기의 영토를 잃었고, 특히 러시아는 스웨덴의 동쪽 절반이나 되는 영토를 전리품으로 획득하였다. 이때 러시아가 획득한 스웨덴의 옛 동쪽 영토가 지금의 핀란드이다.
칼 12세는 안팎이 혼란스럽던 상황에서 이를 극복하기 위해 최선을 다했다. 그는 노르웨이를 두 차례 침략해 덴마크-노르웨이가 전쟁에서 빠지게 하려고 노력하기도 했다. 그렇게 상대 국가들과 끊임없는 전쟁을 벌이던 중 1718년 12월 30일, 칼 12세는 할렌의 공성전에 참여하고 있던 도중 크게 부상을 입어 사망하였다. 국왕마저 세상을 떠나자 스웨덴은 전의를 크게 상실하였고, 러시아는 세를 몰아 스웨덴 연안 지방을 끊임없이 공격하여 1721년에 뉘스타드 조약을 맺어 막대한 이권을 챙겨갔다. 스웨덴은 이후 19세기까지 지역 강국의 위치는 간신히 유지했으나, 한때 유럽 전체에 영향을 미치던 스웨덴 제국은 1721년에 완전히 무너진 것으로 여겨진다.

## 같이 보기
- 구스타프 2세 아돌프
- 칼 11세
- 칼 12세
- 스웨덴
- 대북방전쟁